# Metaeuops paratibialis
Metaeuops paratibialis is een keversoort uit de familie bladrolkevers (Attelabidae). De wetenschappelijke naam van de soort werd in 2006 gepubliceerd door Riedel.